# 兼用卡
兼用卡是在影像作品中，尤其以動畫和特攝最常利用的技巧，將一段製作好的場景或背景畫保存為素材庫，在多個地方重複運用。
對於作品中出現多次的場景或鏡頭，如果反覆拍攝將提高製作成本時，兼用卡便用來節省經費。多用於變身（如魔法少女）、機器人出擊與合體，或者是使用絕招等畫面。
實際上廣義的兼用卡，還常在1970年代以後的大型幻想系戰爭動畫中出現，但不是重播某片段，而是把「量產型」的機器，大量地放大縮小和複貼到充斥整個畫面，制造氣勢磅薄的戰場。而且亦因為其數量眾多但密集在一起，給主角可以迅間擊倒眾多的敵人，從而創造出其英雄主義的形象，作用如某種動作片的Mook相似。
然而近來兼用卡的大量運用，對於動畫迷等觀眾群之間也造成了相當兩極的評價。其中在日本已有近三十年歷史的機器人系列動畫，是最常為人提及的作品。